# Inverness County
Inverness County är ett county i Kanada.   Det ligger i provinsen Nova Scotia, i den östra delen av landet, 1 100 km öster om huvudstaden Ottawa. Inverness County ligger på ön Kap Bretonön.
I omgivningarna runt Inverness County växer i huvudsak blandskog. Runt Inverness County är det mycket glesbefolkat, med 3 invånare per kvadratkilometer.